# Загора (Мароко)
Вижте пояснителната страница за други значения на Загора.
Загора (на берберски: ⵣⴰⴳⵓⵔⴰ; на арабски: زاكورة) е добре благоустроен предимно берберски град в Източно Мароко, отвъд най-високата част на планините Атлас в живописната долина на река Драа, до планината Загора, на която е наречен. Отстои на 604 км югоизточно от Казабланка, на 362 км от Маракеш и на 162 южно от Варзазат. Център е на провинция Загора в регион Сус-Маса-Драа. Това е последният град по пътя в Сахара към Мхамид, където след 98 км се стеснява и свършва асфалтовото шосе и започват керванските пътеки в пустинята. Населението му е 40 067 души (по преброяване от 2014 г.).
Първоначално е наричан и Tazagourt (в ед. число) или Tizigirt (в мн. число), означаващо на местния берберски „двоен връх“ по формата на едноименната планина. Планината Загора отдавна е отбелязана в старите европейски карти. На върха ѝ все още може да се види крепостта от времето на Алморавидите (XI век), има сведения и за джамия от това време, но местоположението ѝ все още е спорно. Поселението става град на сегашното си място през XX век във времето на френския протекторат, когато е административен център. Оазисът обаче е населен много отдавна и е посочен като важен пункт в завоевателния поход на Джудар паша до Тимбукту, установил властта на Саадитите над него в 1591 г. Жителите освен доминиращия бербериски говорят и арабски език в мароканския му вариант, а мнозина разбират и колониалния френски. В околностите има немалко живописни стари казби – укрепени кирпичени селища с кули на фамилиите и родовете на местното берберско пастирско население.
Загора е смятана за вход на пустинята Сахара от запад. Градът предизвиква туристически интерес. Пустинята е близо и нейните ярки цветове и светлосенки се отразяват върху сградите. Градът е доминиран от силуета на Джебел Загора (планината Загора), живописната долина на река Драа, има обширни палмови насаждения и е отправна точка за много преходи в региона. Сряда и неделя са дните на големия пазар в града. Всяка година се празнува фестивалът (moussem) на светеца Суфи Мулай Абделкадер Джилали. От 2003 г. всяка година се провежда „Загора Маратон“ – надпревара в пустинята около града като пълен маратон (42,195 км) и полумаратон (21 км) за мъже, жени, юноши и деца, без възрастова граница. Средномесечните летни температури достигат до 42 °C на сянка, а зимните падат до 2 °C средномесечна температура.
От града започва подобният на „Пътя на коприната“ за Африка кервански „Път на златото“ до Тимбукту. Световноизвестният знак на границата на града на арабски и френски гласи „52 дни до Тимбукту“ (7 седмици и половина), указващ обичайното време, за да се стигне с керван през Сахара до пазарите на слонова кост, злато, сол, роби, екзотични животни и кожи на Тимбукту в Мали, колкото е отнело и на армията на Джудар паша да го достигне.
С града е свързан нашумелият албум „Загора“ на британската ритъм енд блус група Loose Ends, който в продължение на 42 седмици е класиран в „Билборд“.